# Hanna Jędrzejewska

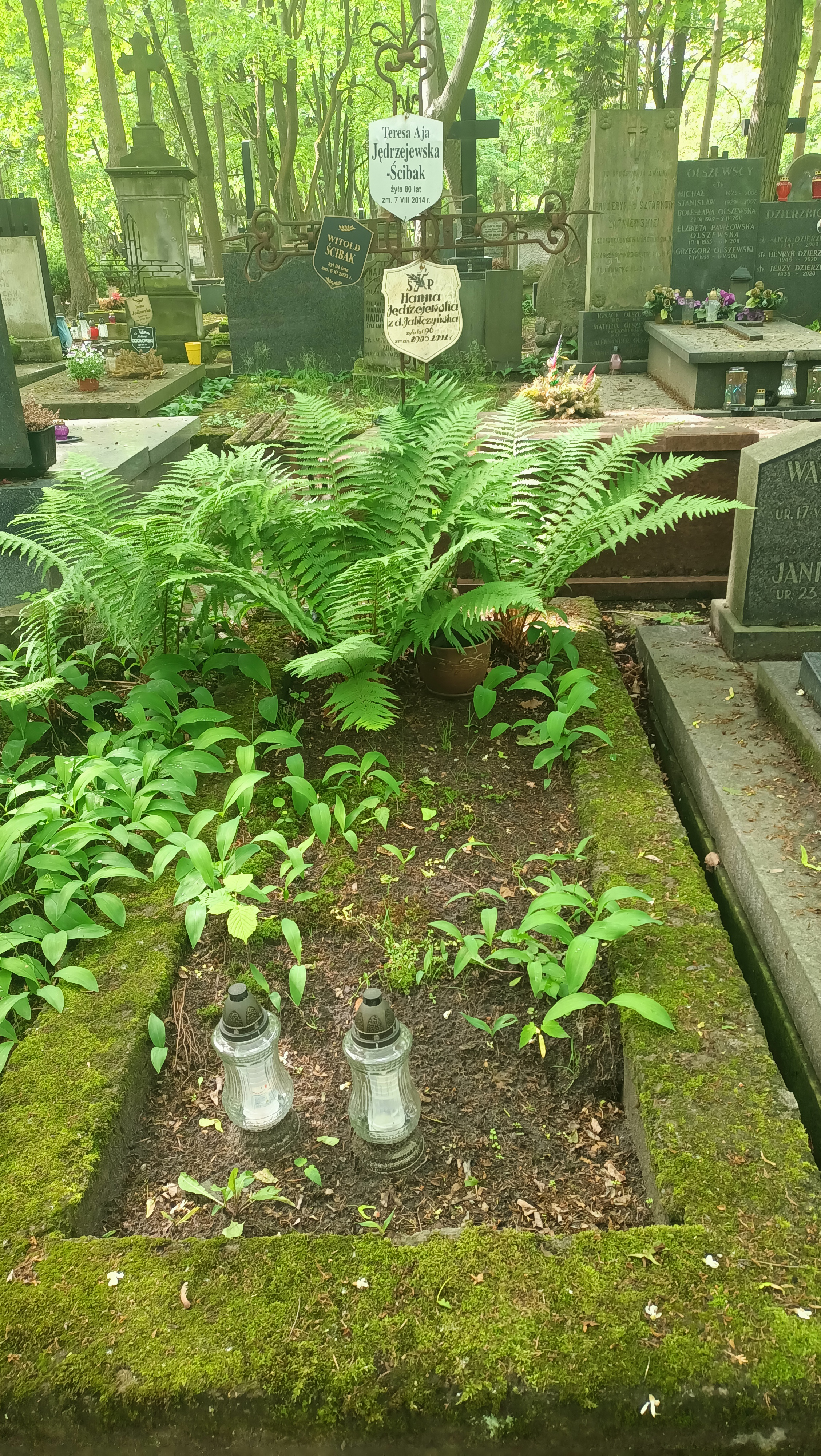
Grób Hanny Jędrzejewskiej na cmentarzu powązkowskim w Warszawie

Hanna Jędrzejewska z domu Jabłczyńska (ur. 15 kwietnia 1906 w Warszawie, zm. 29 maja 2002 tamże) – polska chemiczka i konserwatorka zabytków, w młodości lekkoatletka, trzykrotna mistrzyni Polski, taterniczka.

## Życie osobiste
Była córką Kazimierza Jabłczyńskiego, profesora chemii na Uniwersytecie Warszawskim, oraz Anieli z Karpińskich, nauczycielki. Pierwsze lata życia spędziła z rodzicami w Niemczech i Szwajcarii, gdzie rodzina przeniosła się z powodu prześladowań ojca za działalność patriotyczną. Wrócili do Polski w 1914.
W 1933 wyszła za mąż za Edwarda Jędrzejewskiego, fotografika, który zasłynął wykonaniem serii fotografii dokumentujących budowę kolejki linowej w Zakopanem na Kasprowy Wierch. Ich córka Teresa Jędrzejewska-Ścibak była profesorką Politechniki Warszawskiej, specjalistką w dziedzinie inżynierii środowiska.
Władała językami angielskim, francuskim i niemieckim.
Spoczęła z mężem na cmentarzu Powązkowskim (kwatera K-3-27).

## Kariera zawodowa
W 1923 uzyskał maturę. W młodości uczyła się też nauki gry na fortepianie oraz rysunku i malarstwa. Za namową ojca studiowała chemię na UW. Doktorat w tej dziedzinie uzyskała w 1930. Pracowała Katedrze Chemii Nieorganicznej na Wydziale Chemii UW (prowadzonym przez ojca) jako asystentka i adiunktka. W latach 30. XX wieku prowadziła na uczelni badania z zakresu elektrochemii i fotochemii oraz analityki chemicznej. Materiały do jej pracy habilitacyjnej spłonęły podczas II wojny światowej.
Okupację niemiecką spędziła w Warszawie, opiekując się chorymi rodzicami, a potem w Zakopanem, prowadząc zakład fotograficzny do 1942. Z powodu wysiedlenia wróciła do Warszawy i do końca wojny prowadziła zakład fotograficzny. W ograniczonym zakresie prowadziła prace badawcze. Mąż walczył jako lotnik w Anglii.
Po wojnie podjęła pracę w Katedrze Chemii Nieorganicznej na Wydziale Chemii UW. Organizowała i prowadziła pracownię analizy jakościowej, pisała skrypty z chemii, wykładała chemię na kursach wstępnych na Politechnikę Warszawską. W 1948 w wyniku niepotwierdzonych doniesień o przyczynieniu się do dekonspiracji emisariusza władz emigracyjnych podczas okupacji została zmuszona zrezygnować z pracy na uczelni. Zatrudniła się w laboratorium wytwórczym odczynników chemicznych wysokiej czystości. Współpracowała też z Redakcją „Przemysłu Chemicznego”, pisała książki. Zajmowała się profesjonalnie fotografią.
Od 1950 organizowała i kierowała Laboratorium Badawczym przy Pracowniach Konserwacji Zabytków w Warszawie. Początkowo zajmowała się konserwacją malarstwa sztalugowego i ściennego. Jej nowatorskie, oparte na badaniach naukowych, podejście do rewitalizacji zabytków sprawiło, że w 1956 zrezygnowała z kierownictwa laboratorium i zaczęła pracę jako wykładowczyni chemii i technologii teoretycznej wraz z fotografią na stanowisku docentki na Akademii Sztuk Pięknych w Warszawie.
Następnie zorganizowała Laboratorium Badawcze dla Działu Sztuki Starożytnej w Muzeum Narodowym w Warszawie. Zapoczątkowała badania na temat zastosowania chemii w archeologii, wyznaczając kierunki dalszych badań nad obiektami materialnej kultury antycznej z wykorzystaniem zasad nauk chemicznych. Jej ustalenia do dziś są podstawą właściwego doboru metod i czynników renowacji i konserwacji dzieł sztuki w budownictwie, rzeźbiarstwie, malarstwie itp. Zasłużyła się przy badaniu starożytnych fresków z Faras.
W 1970 zakończyła pracę w muzeum i wyjechała do Stanów Zjednoczonych. W latach 1971–1972 prowadziła wykłady z konserwacji zabytków na Uniwersytecie Stanu Nowy Jork w Cooperstown.
W latach 1972–1974 wykładała na Wydziale Historii Sztuki Akademii Teologii Katolickiej. Była ekspertką UNESCO w zakresie konserwacji zabytków. Szkoliła i kierowała pracami konserwatorskimi w Iraku (1968), Jugosławii (1974) i Bułgarii (1976). Od 1962, współpracując z International Council of Museums, prowadziła wykłady oraz prace konserwatorskie w Brukseli (1967), Madrycie (1972), Kopenhadze (1974), Wenecji (1975) i Zagrzebiu (1978). 
W latach 30. XX wieku opublikowała 6 prac naukowych w „Rocznikach Chemii”. Napisała m.in. pracę Ethic in Conservation (Sztokholm 1976).
W 1930 dołączyła do Polskiego Towarzystwa Chemicznego. Od 1956 była członkinią Stowarzyszenia Historyków Sztuki. Należała do International Institute for Conservation w Londynie. Na zjazdach organizacji, które współorganizowała, wygłaszała referaty w Rzymie (1961), Delft (1964), Londynie (1967), Nowym Jorku (1970) i Sztokholmie (1975). W 1978 była członkinią-założycielką International Committee for Ethies in Conservation przy Królewskiej Akademii Sztuk Pięknych w Sztokholmie.

## Działalność sportowa
W młodości uprawiała lekkoatletykę. Jako zawodniczka AZS Warszawa była mistrzynią Polski w skoku w dal w 1926 oraz w sztafecie 4 × 75 metrów i sztafecie 4 × 200 metrów w 1927. Zdobyła również wicemistrzostwo Polski w 1923 w skoku wzwyż, pchnięciu kulą i rzucie oszczepem, w 1925 w sztafecie 4 × 75 metrów, skoku w dal i pchnięciu kulą oraz w 1927 w biegu na 80 metrów przez płotki i skoku w dal, a także brązowy medal w rzucie oszczepem w 1925. Wystąpiła na II Światowych Igrzyskach Kobiet w 1926 w Göteborgu, gdzie zajęła 11. miejsce w finale skoku w dal i odpadła w eliminacjach biegu na 100 jardów. W 1927 wystąpiła w meczu reprezentacji Polski z Austrią w biegu na 80 m przez płotki i w skoku w dal.
W latach 30. XX wieku, po kontuzji łękotki, zainteresowała się pływaniem, wioślarstwem i żeglarstwem. Pasjonowało ją narciarstwo i taternictwo. Uprawiała turystykę górską w Czarnohorze, a wspinaczkę wysokogórską z przyjaciółką Zofią Galicówną-Kamińską, Góralką z Zakopanego.
Była współautorką książki Narciarstwo wydanej w 1935. W czasopiśmie „Start” publikowała teksty m.in. na temat równouprawnienia kobiet w taternictwie.

## Spuścizna
Jej prace, opracowane przez Z. Wąsowską i Annę Szczepańską, jej współpracownice, w 2004 przekazała w darze dla Muzeum Narodowego w Warszawie Teresa Jędrzejewska-Ścibak.